# Acanthophrys bocki
Acanthophrys bocki is een krabbensoort uit de familie van de Epialtidae. De wetenschappelijke naam van de soort is voor het eerst geldig gepubliceerd in 1938 door Balss.